# Молдова на «Евровидении-2012»
Молдова принимает участие в Конкурсе песни Евровидение 8-й раз подряд и выбирала представителя посредством национального отбора O melodie pentru Europa 2012, организованного TRM.
Представлять страну будет неоднократный участник национальных отборов Павел Парфений с песней «Lăutar».

## Исполнитель
Паша Парфений —  молдавский певец и композитор, бывший солист группы «SunStroke Project». Также является победителем различных международных музыкальных конкурсов и фестивалей.

## Отбор
28 декабря Teleradio-Moldova подтвердила своё участие в конкурсе песни Евровидение 2012 в Баку.
Заявки на участие в конкурсе принимались от исполнителей до 16 января.
25 и 29 января состоялись живые прослушивания конкурсантов, среди которых профессиональное жюри выбрало 20 финалистов. Путём дополнительного онлайн-голосования публика добрала ещё одного исполнителя. В итоге, в финал прошли 21 исполнитель.

## Национальный финал
20 финалистов, выбранных жюри, и один, выбранный зрителями, в порядке выступления в национальном финале.
| Номер | Исполнитель                | Песня                    | Жюри | Телеголосование | Итого | Место |
| ----- | -------------------------- | ------------------------ | ---- | --------------- | ----- | ----- |
| 1     | Ruslan Ţăranu              | «Blanshe»                | 0    | 0               | 0     | 14    |
| 2     | Irina Tarasiuc & MC Gootsa | «Save a little sunshine» | 0    | 8               | 8     | 6     |
| 3     | Pasha Parfeny              | «Lăutar»                 | 12   | 10              | 22    | 1     |
| 4     | Alexandru Manciu           | «If you leave»           | 1    | 4               | 5     | 10    |
| 5     | Paralela 47                | «Arde»                   | 0    | 0               | 0     | 15    |
| 6     | Ksenya Nikora              | «You better rush»        | 0    | 0               | 0     | 16    |
| 7     | Leria                      | «A ray of sun»           | 0    | 0               | 0     | 17    |
| 8     | Cristina Croitoru          | «Fight for love»         | 4    | 12              | 16    | 2     |
| 9     | Mariana Mihăilă            | «Live on forever»        | 0    | 2               | 2     | 12    |
| 10    | MC Mike & Human Place      | «Moll girl»              | 0    | 0               | 0     | 18    |
| 11    | Nicoleta Gavriliţă         | «Crazy little thing»     | 6    | 0               | 6     | 8     |
| 12    | Geta Burlacu               | «Never ever stop»        | 7    | 0               | 7     | 7     |
| 13    | Adrian Ursu                | «Be yourself»            | 2    | 7               | 9     | 5     |
| 14    | Doiniţa Gherman            | «Welcome to Moldova»     | 0    | 1               | 1     | 13    |
| 15    | M-Studio                   | «Open your eyes»         | 0    | 0               | 0     | 19    |
| 16    | Anna Gulko                 | «Ballad of love»         | 0    | 0               | 0     | 20    |
| 17    | Transbalcanica             | «Balkan riders»          | 8    | 6               | 14    | 4     |
| 18    | Dara                       | «Open your eyes»         | 10   | 5               | 15    | 3     |
| 19    | Univox                     | «Moody numbers»          | 5    | 0               | 5     | 11    |
| 20    | Akord                      | «Live the show»          | 3    | 3               | 6     | 9     |
| 21    | INAYA                      | «Lights»                 | 0    | 0               | 0     | 21    |

## На Евровидении

### Полуфинал
В полуфинале 22 мая 2012 года представитель Молдовы выступал под 17 номером. По итогам голосования набрал 100 баллов и занял 5 место, что позволило пройти в финал конкурса.

### Финал
26 мая 2012 года прошел финал конкурса в Баку. По итогам голосования жюри и телезрителей Молдова получила 81 балл и заняла 11 место.
| 12 баллов            | 10 баллов | 8 баллов               | 7 баллов                       | 6 баллов                        |
| -------------------- | --------- | ---------------------- | ------------------------------ | ------------------------------- |
| - Румыния            |           | - Украина - Сан-Марино | - Дания - Россия - Испания     | - Португалия                    |
| 5 баллов             | 4 балла   | 3 балла                | 2 балла                        | 1 балл                          |
| - Беларусь - Израиль | - Италия  | - Черногория}          | - Греция - Венгрия - Швейцария | - Словения - Австрия - Хорватия |